# Marie Schwesinger
Marie Schwesinger (* 1988 in Hamburg) ist eine deutsche Regisseurin und Autorin, die unter anderem am Berliner Ensemble arbeitet.

## Künstlerischer Werdegang
Schwesinger sammelte erste Erfahrung am Theater als Hospitantin am Deutschen Schauspielhaus Hamburg und an der Schaubühne Berlin unter anderem bei Armin Petras.
Von 2009 bis 2013 studierte sie Szenische Künste in Hildesheim und Exeter (England). Während des Studiums entstanden erste eigene Inszenierungen, Texte und Performances. In der Spielzeit 2013/2014 inszenierte sie am Oldenburgischen Staatstheater ihren Text Da ist eine Leerstelle in meinem Kopf und das Stück Sinn von Anja Hilling. Von 2014 bis 2021 studierte sie Regie an der Hochschule für Musik und Darstellende Kunst in Frankfurt. Im Rahmen des Studiums entstanden mehrere eigene Arbeiten, unter anderem Maß für Maß von William Shakespeare.
Von 2017 bis 2019 war sie feste Regieassistentin am Schauspiel Frankfurt, wo sie unter anderem mit Robert Borgmann, David Bösch, Anselm Weber, Lisa Nielebock und Roger Vontobel zusammenarbeitete. 2017/2018 inszenierte sie Gegen alle Widerstände, eine Produktion, die sich mit den Frankfurter Auschwitzprozessen 1963–1965 auseinandersetzte. Seit August 2019 arbeitet sie als freie Regisseurin und Autorin.
2025 wurde sie in das Programm WORX des Berliner Ensembles aufgenommen. Außerdem beteiligte sie sich an der Recherche des Theater Chemnitz zur Geschichte der Kindertransporte 1938/39.

## Inszenierungen (Auswahl)
- 2018 Gegen alle Widerstände mit Texten von Peter Weiss, Hannah Arendt und anderen am Schauspiel Frankfurt[5]
- 2019 Corpus Delicti von Juli Zeh am Schauspiel Frankfurt[6]
- 2019 Das Feld von Robert Seethaler am Staatstheater Wiesbaden[7]
- 2020 Niemand ist bei den Kälbern von Alina Herbing an der Burg Hülshoff[8]
- 2020 Widerhall über die Frankfurter Auschwitzprozesse im studioNAXOS[9]
- 2021 Der Rache nicht – Ein dokumentarischer Audio-Walk im Stadtraum Frankfurt | Produktion: Kollektiv Widerhall & studioNAXOS[10]
- 2022 Werwolfkommandos – Der Diskurs | Produktion: Kunstfest Weimar[11]
- 2022 Werwolfkommandos – Die Performance | Produktion: Kunstfest Weimar & Theater Landungsbrücken Frankfurt[12]
- 2023 Ich, Wunderwerk und how much I love Disturbing Content von Amanda Lasker-Berlin am Theater Bielefeld[13]
- 2023 un_sicher – Ein Audio-Walk von Jan Deck und Marie Schwesinger im Stadtraum Frankfurt | Produktion: studioNAXOS[14]
- 2023 LebensWert von Marie Schwesinger am Theater Kiel[15]
- 2024 Innere Sicherheit von Marie Schwesinger am Theater Landungsbrücken Frankfurt[16]
- 2024 Rechtsextreme vor Gericht – Prozessbeobachtungen aus Saal 165 C von Marie Schwesinger | Produktion: Deutschlandfunk[17]
- 2024 Die Laborantin von Ella Road am Theater Kiel[18]
- 2025 Die Allianz von Sina Ahlers am Theater Bielefeld[19]
- 2026 Sturm auf Berlin von Marie Schwesinger am Berliner Ensemble[20]

## Gastspiele, Festivaleinladungen und Auszeichnungen
- 2021 Gegen alle Widerstände am Thalia Theater beim Festival Körber Studio Junge Regie[21]
- 2021 Ottilie-Roederstein-Nachwuchstipendium des Landes Hessen[22]
- 2022 Gegen alle Widerstände am Theater Bielefeld[23]
- 2022 Gegen alle Widerstände am Theater Kiel[24]
- 2023 Werwolfkommandos am Schauspiel Frankfurt[25]
- 2024 Werwolfkommandos am Stadttheater Gießen im Rahmen der Hessischen Theatertage[26]
- 2024 Publikumspreis der Hessischen Theatertage für Werwolfkommandos[27]